# 蒙迪永
蒙迪永（法語：Mondion，法語發音：[mɔ̃djɔ̃]）是法国新阿基坦大区维埃纳省的一个市镇，位于该省北部，属于沙泰勒罗区。

## 地理
蒙迪永（46°56'14"N, 0°29'4"E）面积8.91 平方千米，位于法国新阿基坦大区维埃纳省，该省份为法国中西部省份，北起曼恩-卢瓦尔省和安德尔-卢瓦尔省，西接德塞夫勒省，南至夏朗德省，东南接上维埃纳省，东临安德尔省。
与蒙迪永接壤的市镇（或旧市镇、城区）包括：若奈、马里尼马尔芒德、莱涅叙吕索、圣热尔韦-莱特鲁瓦克洛谢、韦莱什。

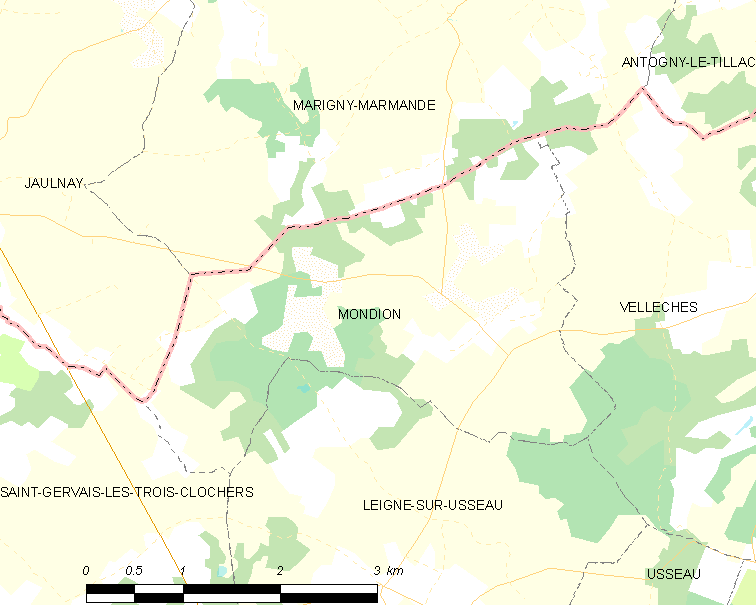
蒙迪永的OSM定位图

蒙迪永的时区为UTC+01:00、UTC+02:00（夏令时）。

## 行政
蒙迪永的邮政编码为86230，INSEE市镇编码为86162。

## 政治
蒙迪永所属的省级选区为沙泰勒罗第二县。

## 人口

1962-2008年间蒙迪永人口变化图示

蒙迪永于2022年1月1日时的人口数量为118人。